# Тристика
Тристи́ка (болг. Тръстика) — село в Тирговиштській області Болгарії. Входить до складу общини Попово.

## Населення
За даними перепису населення 2011 року у селі проживали 280 осіб.
Національний склад населення села:
| Національність   | Кількість осіб | Відсоток |
| ---------------- | -------------- | -------- |
| турки            | 190            | 69,3%    |
| болгари          | 73             | 26,6%    |
| цигани           | 0              | 0%       |
| інша             | 3              | 1,1%     |
| не визначились   | 8              | 2,9%     |
| Всього відповіли | 274            |          |

Розподіл населення за віком у 2011 році:
Динаміка населення: